# Carne de horca
Carne de horca és una pel·lícula espanyola en coproducció amb Itàlia de 1953 dirigida per Ladislao Vajda.

## Argument
Juan Pablo, el fill d'un ric hisendat que ha perdut tot els seus diners en el joc, planeja el fals segrest del seu pare per a cobrar el rescat i culpar de la malifeta a El Lucero, un famós bandoler de la Serranía de Ronda, però per una casualitat, el seu pare és segrestat realment per El Lucero i apareix assassinat. Juan Pablo emprèn llavors la seva venjança i segueix la pista dels bandolers, però, irònicament, acaba acusat d'assassinat i s'uneix a la quadrilla del mateix Lucero, on el posen a prova.
Juan Pablo descobreix que els bandolers saben quines diligències assaltar perquè compten amb un contacte a la ciutat de Ronda, un home important. Seguint a un dels seus missatgers descobreix que el traïdor no és un altre que el pare de la seva antiga xicota. És descobert i ha de prendre asil en sòl sagrat, allí li diu tota la veritat al capellà, que el creu i arregla una cita amb el capità que té com a missió acabar amb els bandolers.
L'exèrcit assalta el refugi dels bandolers, però El Lucero aconsegueix escapar a un petit poble que solia estar exhaurit i terroritzat per la seva banda.
Aquesta vegada, sense la protecció dels seus esbirros, El Lucero paga cars els seus crims i és linxat per tots els habitants del poble.

## Producció
En contraposició als romanços de cec que narraven la vida dels bandits generosos ens mostra l'autèntica vida d'aquests bandolers de la Serra de Ronda.<.
Part del metratge es va rodar a Antequera, (Màlaga).
Vajda aconsegueix una magnífica pel·lícula, molt reeixida estèticament i formalment. La fotografia veraç contrasta la regió muntanyenca amb els pobles blancs tacats de sang pel bandolerismo. Un pols narratiu portat amb un gran ritme la converteix en un clàssic del cinema espanyol.

## Repartiment
- Rossano Brazzi - Juan Pablo de Osuna.
- Emma Penella - Consuelo.
- Fosco Giachetti - El Lucero.
- José Nieto - Chiclanero.
- Félix Dafauce - Joaquín de las Hoces.
- José Isbert - Don Félix.

## Premis
1a Setmana Internacional del Cinema de Sant Sebastià
| Categoria                                                          | Candidat        | Resultat  |
| ------------------------------------------------------------------ | --------------- | --------- |
| Conquilla de Plata a la millor fotografia en pel·lícula espanyola  | Otello Martelli | Guanyador |
| Conquilla de Plata a la millor ambientació en pel·lícula espanyola | Antonio Simont  | Guanyador |

Medalles del Cercle d'Escriptors Cinematogràfics
| Categoria   | Candidat       | Resultat  |
| ----------- | -------------- | --------- |
| Millor guió | José Santugini | Guanyador |

La pel·lícula va aconseguir un premi econòmic de 350.000 ptes, als premis del Sindicat Nacional de l'Espectacle de 1953.